# در انتهای شب (مجموعه تلویزیونی ۱۳۶۹)
در انتهای شب نام یک مجموعهٔ تلویزیونی ایرانی به کارگردانی «منوچهر پوراحمد» است که در سال ۱۳۶۹ تهیه و از شبکه ۱  پخش گردید.

## خلاصه داستان
داستان این مجموعه تلویزیونی، حول و حوش وقایع انقلاب ۱۳۵۷ ایران است. یک روحانی، بسته‌ای اعلامیه از سخنان امام خمینی را با خود از ترکیه به ایران می‌آورد. دو دانشجوی جوان، با این روحانی در ارتباطند تا اعلامیه‌ها را پخش کنند. روحانی لو می‌رود و هنگامی که می‌خواهد فرار کند، کشته می‌شود. آن‌دو دانشجو نیز در روز عروسی دوستشان، بازداشت شده و به زندان می‌افتند اما در نهایت اعلامیه‌ها به دست مردم می‌رسد. سرانجام با پیروزی انقلاب، آن‌دو دانشجو نیز آزاد می‌شود.

## بازیگران و عوامل تولید

### بازیگران
- ناصر گیتی‌جاه
- نعمت‌الله گرجی
- فاطمه دانش‌زاد
- بهزاد آزادخانی
- شهریار والامقام

### عوامل تولید
- کارگردان: منوچهر پوراحمد
- نویسنده: ایرج بقایی کرمانی
- تصویربردار: حمید احمدی
- تهیه‌کننده: اصغر زائری
- فرمت تصویر: ویدئویی
- مدت زمان: ۱۹۲ دقیقه
- تعداد قسمت‌ها: ۵ قسمت
- محصول: گروه اجتماعی شبکه ۱
- سال تولید: ۱۳۶۹